# László Mensáros
László Mensáros, född 26 januari 1926 i Budapest, Ungern, död 7 februari 1993 i Budapest, var en ungersk skådespelare.

## Filmografi (urval)
- 1985 – Överste Redl
- 1991 - Trots allt